# Antal Stašek
Antal Stašek, vlastním jménem Antonín Zeman, (22. července 1843 Stanový – 9. října 1931 Praha-Krč) byl český spisovatel a právník.

## Životopis

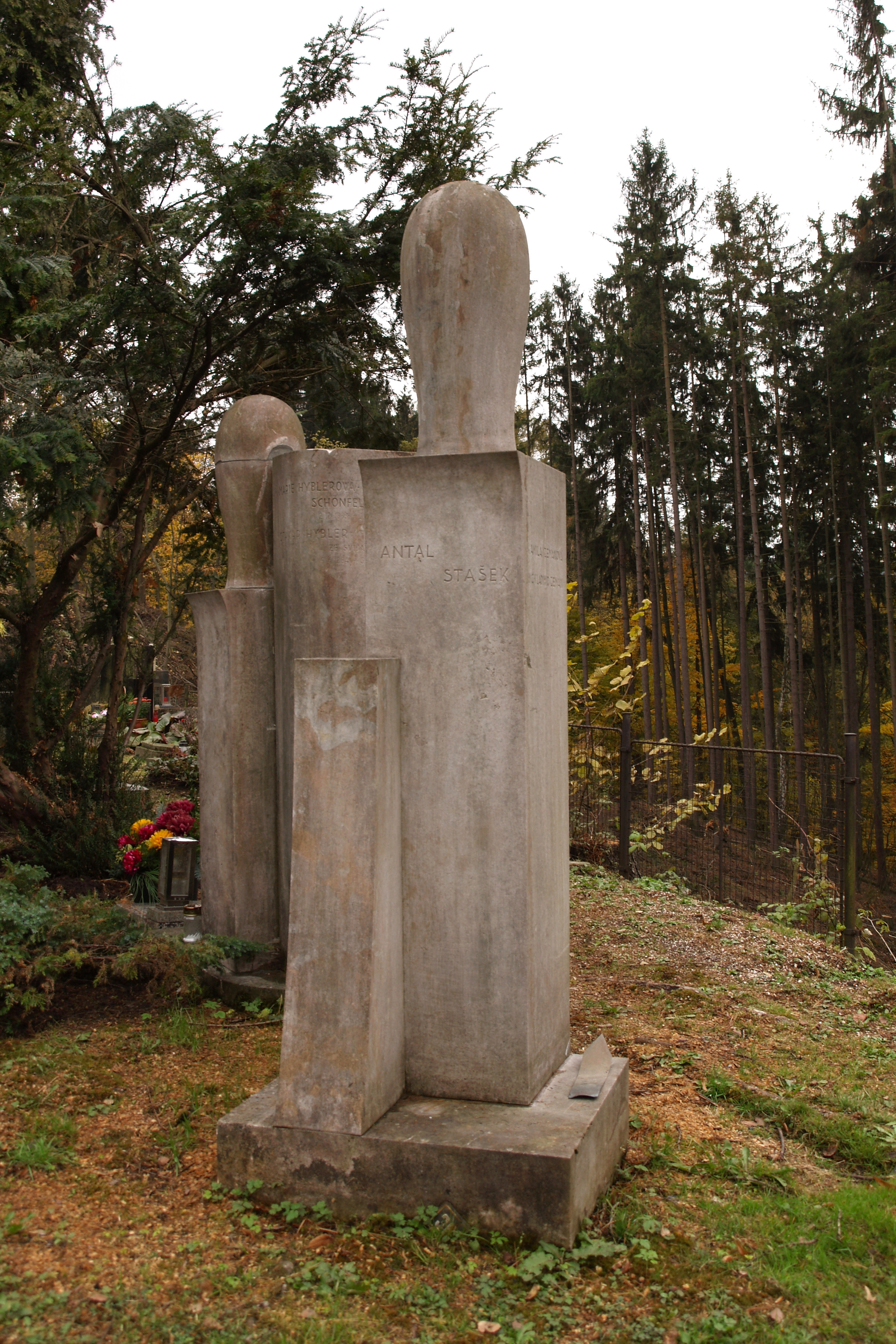
Hrob Antala Staška, jeho ženy Kamily a syna Vladimíra na semilském hřbitově; urna se Staškovým popelem sem byla slavnostně uložena při otevření urnového háje 11. června 1933, po půl roce však byla ukradena neznámým pachatelem a nikdy nebyla nalezena, spekulovalo se však o tom, že byl popel vysypán do Jizery; přestože je zde i jméno Kamily Zemanové, její urna je uložena v pražském Urnovém háji krematoria Strašnice.

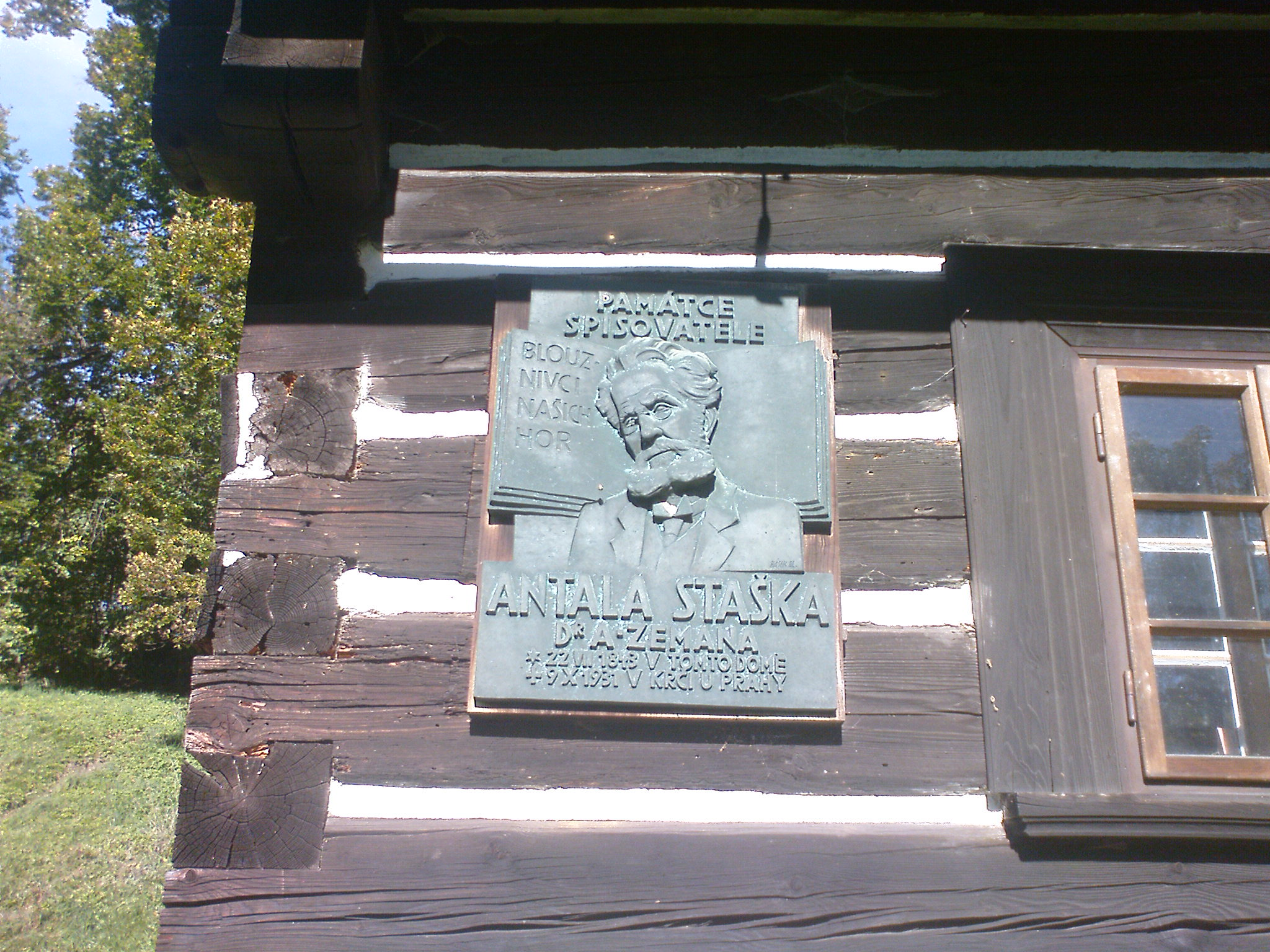
Rodný dům Antala Staška

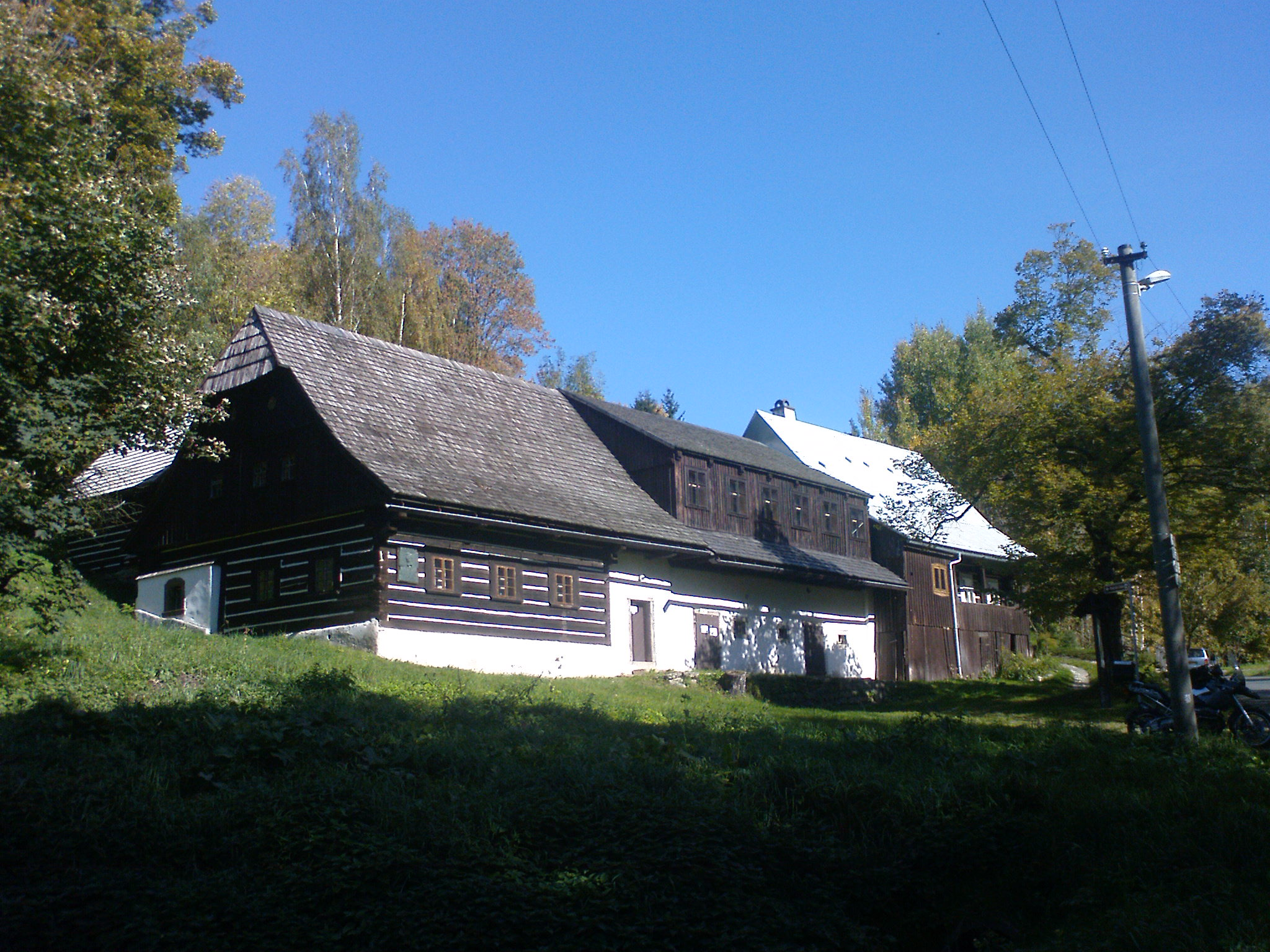
Rodný dům Antala Staška

Narodil se jako první z deseti dětí v rodině písmáka Antonína Zemana st. Vystudoval gymnázium v Jičíně (1853–1858) a Krakově, kde byl u svého strýce. Po získání maturity studoval práva v Praze a v Krakově. Během studia ještě učil na českém dívčím ústavu češtinu a dějepis. Pracoval též krátce v redakcích novin, přispíval např. do Národních listů, Květů. V roce 1866 univerzitu v Krakově dokončil a získal titul doktora práv.
Následně působil jako advokátní pomocník v Kolíně (1869) a v Praze (1870–1873, přátelil se s Janem Nerudou). V letech 1874–1875 působil v Rusku v Petrohradu jako soukromý vychovatel. Od r. 1877 působil jako advokát v Semilech a začal se angažovat také politicky.
Zde se mu narodil 6. ledna 1882 syn Kamil Zeman, později známý pod pseudonymem Ivan Olbracht (český spisovatel-prozaik, publicista, novinář a překladatel německé prózy, národní umělec, zemřel 30. prosince 1952 v Praze).
V letech 1889 až 1895 byl zemským poslancem za Národní (staročeskou) stranu, byť v mládí „souzněl s mladočechy“. Do sněmu byl zvolen v zemských volbách roku 1889 za městskou kurii, obvod Lomnice, Nová Paka, Sobotka.
Od r. 1913 žil v Praze-Krči (Dolní Krč) v ulici U Kola čp. 173 a pokračoval ve své literární tvorbě. V letech 1919–1920 byl poslancem Revolučního národního shromáždění Republiky československé za Českou státoprávní demokracii respektive z ní vzniklou Československou národní demokracii. Mandát nabyl v prosinci 1919 místo Josefa Svatopluka Machara.
V Praze nakonec i zemřel ve věku 88 let.

## Dílo
Jeho dílo se týká Podkrkonoší. Byl velmi silně ovlivněn socialismem.
Objevují se u něj témata, která byla v české literatuře mnohokrát rozvedena (továrník je neschopný alkoholik atp., který ponižuje své podřízené). Antal Stašek je pravděpodobně jedním z prvních českých spisovatelů, kteří s těmito motivy pracovali.

### Próza
- Nedokončený obraz (1878) – Staškuv první román, který podává realistický obraz podkrkonošské vesnice padesátých let předminulého století.[7]
- Blouznivci našich hor (1896) – povídky; zabývá se spiritismem a snaží se popsat jeho různé varianty.[8]
- O ševci Matoušovi a jeho přátelích – román; děj se odehrává ve Vranově, na pozadí Svárovské stávky. Matouš Štěpánek je skutečná postava – pytlák, pašerák.
- Na rozhraní (1908) – dvoudílný společenský román kreslící úporný sociální a národnostní zápas české buržoasie s pronikajícím německým velkokapitálem na předělu 19. a 20. stol.
  - díl první[9]
  - díl druhý[10]
- Bohatství (1918) – romaneskní příběh[11]
- V temných vírech (1924) – trojdílný román, popisuje zakládání textilních továren v Podkrkonoší, dílo napsáno pohledem nejchudších vrstev, získávání majetku považuje za zločin.
  - díl první[12]
  - díl druhý[13]
  - díl třetí[14]
- Záboj (1937) – velmi rozsáhlá epická skladba, která vyšla posmrtně až po padesáti letech od svého vzniku[15]
- Z blouznivců našich hor (1940) – výbor z autorových podkrkonošských povídek[16]
- Přelud
- Když hlad a válka zuřily
- Stíny minulosti

### Poezie
- Václav – epická báseň (1872)
- Z doby táborů – epická báseň (1884)
- Co minulo a nevrátí se více (1928) – sebrané spisy básní[17]

### Drama
- Smlouva s lichvářem

### Vědecká literatura
- Ruské básnictví a Turgeněv (1873) – první česká studie o tomto autorovi[18]

### Překlady
Z polštiny, francouzštiny, ruštiny, němčiny.

## Ocenění
Ulice Antala Staška se nachází v následujících 12 městech ČR: Brno, České Budějovice, Frýdek-Místek, Havířov, Hradec Králové, Cheb, Jablonec nad Nisou, Lomnice nad Popelkou, Praha, Semily, Teplice, Šternberk.